# Муроло, Америко
Аме́рико Муроло (порт.-браз. Américo Murolo; 28 апреля 1932, Сан-Паулу — 10 декабря 2014, Браганса-Паулиста) — бразильский футболист, нападающий.

## Карьера
Америко Муроло родился 28 апреля 1932 года в Сан-Паулу. Он начал свою карьеру в клубе «Жабакуара», с которым в 1945, 1946 и 1947 годах выигрывал юношеский чемпионат штата. Любопытно, что там форвард играл с будущим чемпионом мира Жилмаром. В 1951 году Америко стал игроком клуба «XV ноября» из Жау. 24 мая он забил первый мяч в составе команды, поразив ворота «Понте-Преты» (2:1). А 3 июля забил первые три гола в официальной встрече, поразив ворота «Монти-Азул» (5:0). В «XV ноября» он, вместе с Дино Сани, Жерсио Пассадоре и Жино Орландо, составил одну из самых известных линий нападения во всей истории клуба. Команда, в первом же сезоне по приходе Америко, заняла первое место во втором дивизионе, впервые в истории выйдя в высший дивизион чемпионата штата Сан-Паулу, а сам футболист забил в розыгрыше турнира 16 голов. В 1953 году он перешёл в «Линенсе», и в том же сезоне помог клубу выйти в высший дивизион чемпионата штата Сан-Паулу. В 1955 году Муроло уехал в Италию, в клуб «Виченца», став первым игроком из низших дивизионов чемпионата штата, уехавшим в эту страну. 18 сентября он дебютировал в Италии в матче с «Ромой» (1:4), где забил единственный гол у своей команды. 23 октября бразилец забил два гола во встрече с «Лацио» (3:1). Всего за клуб он сыграл 25 матчей и забил 10 голов.
В 1958 году Америко возвратился в Бразилию, подписав контракт с «Палмейрасом». 7 сентября 1958 года он дебютировал в составе команды в матче с «Жаботикабалом» (1:0). 28 сентября Америко забил первый мяч за клуб, поразив ворота «Итуано» (7:1), там же он забил и второй мяч. На следующий год он помог «Палмейрасу» выиграть чемпионат штата Сан-Паулу, будучи одним из лидеров команды. При этом футболист забил за сезон 43 гола, что до сих пор является пятым результатом в истории клуба. Годом позже нападающий отпраздновал победу в розыгрыше Чаши Бразилии, правда на самом турнире он сыграл лишь в одной игре, выйдя на замену в матче с «Америкой» (1:2). 16 декабря 1962 года Муроло сыграл последнюю встречу за клуб против «Ферровиарии» (2:1), по другим данным этой встречей стал матч, сыгранный 9 декабря с «Коринтиансом» (0:3). Всего за «Палмейрас» Муроло провёл 176 матчей и забил 102 гола, по другим данным 175 матчей и 101 гол, по третьим данным 174 матча и 97 голов. В 1962 году Америко стал игроком «Гуарани». В той команде, состоящей во многом из молодых футболистов, Муроло являлся лидером раздевалки. В одной из встреч «Гуарани» разгромил «Сантос» с Пеле со счётом 5:1. За этот клуб нападающий играл до 1966 года, забив 66 голов.
В 1967 году Америко перешёл во «Фламенго», где дебютировал 12 февраля в матче с «Бонсусессо» (3:0). А во второй игре, 15 февраля, открыл счет своим голам за клуб, поразив ворота «Дефеле». За «Фламенго» нападающий играл лишь пол-года, проведя 28 матчей и забив 3 гола. Затем он выступал за клубы «Португеза Сантиста» и «Португезу» из Рио-де-Жанейро, за которую забил 2 гола. А последним клубом Муроло стала «Бангу», где он дебютировал 6 июля 1969 года во встрече с «Бонсусессо» (0:1). 16 июля он забил первый мяч за клуб, поразив ворота «Ботафого» (2:3). 2 сентября Америко провёл последнюю встречу за «Бангу» против «Атлетико Уила» (1:0), где забил единственный в матче мяч. Всего в составе команды футболист сыграл в 10 матчах и забил 3 гола, из которых пять игр и один мяч пришлись на чемпионат штата. Завершив карьеру Америко открыл ресторан «Агуа-на-Бока». В 2014 году Муроло скончался из-за проблем с дыхательной системой.

## Достижения
- Чемпион штата Сан-Паулу: 1959
- Обладатель Чаши Бразилии: 1960